# Prionolabis yankovskyana
Prionolabis yankovskyana är en tvåvingeart som först beskrevs av Alexander 1940.  Prionolabis yankovskyana ingår i släktet Prionolabis och familjen småharkrankar. Inga underarter finns listade i Catalogue of Life.